# Regionalflughafen Montrose

i7
i11
i13
Der Montrose Regional Airport (IATA-Code: MTJ, ICAO-Code: KMTJ)  ist ein öffentlicher Flughafen 1 km nordwestlich von Montrose, Colorado, in den Vereinigten Staaten.

## Flughafendaten
Er hat zwei Asphaltpisten, eine mit 2289 m Länge und 30 m Breite und eine mit 3048 m Länge und 46 m Breite. Die Fläche des Flughafens beträgt 391 ha. Die Seehöhe beträgt 1755 m.

## Geschichte
Monarch Airlines begann in den 1940er Jahren mit Flügen nach Montrose. Die Nachfolgefluggesellschaft Frontier Airlines flog seit den 1950er Jahren den heutigen Flughafen an. Die ersten Jets waren Frontiers Boeing 737-200 im Jahr 1982 (Landebahn 12/30 war damals 8500 Fuß/2591 m lang). Zuvor flog Frontier Convair 580 zwischen Montrose und Denver.
Am 25. Juni 1988 wurde ein verbesserter und erweiterter Regionalflughafen Montrose eingeweiht. Die Landebahn 17/35 (10.000 Fuß lang) wurde in den 1990er Jahren gebaut.
Der Flughafen ist während der Wintersaison am stärksten frequentiert und bedient viele Skifahrer, die zum Telluride Ski Resort reisen, das anderthalb Stunden mit dem Auto entfernt liegt. Darüber hinaus bedient er auch den Sommertourismus in der Region. Im Jahr 2019 waren außerhalb der Winter- und Sommersaison die einzigen Flüge der großen Fluggesellschaft United Express-Flüge nach Denver und American Eagle-Flüge nach Dallas/Fort Worth. In der Hochsaison werden Direktflüge nach Phoenix, Chicago, Los Angeles, New York und in andere Städte angeboten, wobei die meisten Flüge samstags stattfinden.
Montrose Regional ist der nächstgelegene Flughafen mit regelmäßigen Passagierflugzeugen zu den Skigebieten rund um Telluride. Boutique Air bot 2018 einen Direktflug zum kleinen Flughafen Telluride an, wobei Montrose als alternatives Ersatzziel diente, wenn das Wetter den Anflug auf den hochgelegenen Flughafen Telluride verhindern würde.

## Flugbetrieb
Im Jahr 2022 wurden 463.140 Passagiere transportiert.
Im Jahre 2022 haben 23.414 Flugbewegungen stattgefunden, davon 7259 lokale Bewegungen, 9652 Zwischenlandungen, 250 Air-Taxi-Flüge, 219 militärische Flüge und 6034 Frachtflüge. 70 einmotorige und 13 zweimotorige Flugzeuge, und 3 Jetflugzeuge und 3 Hubschrauber waren 2022 hier stationiert.
Die wichtigsten Fluggesellschaften für Flughafen sind Delta Airlines, United Airlines, Southwest Airlines und American Airlines.